# Joseph Bondi

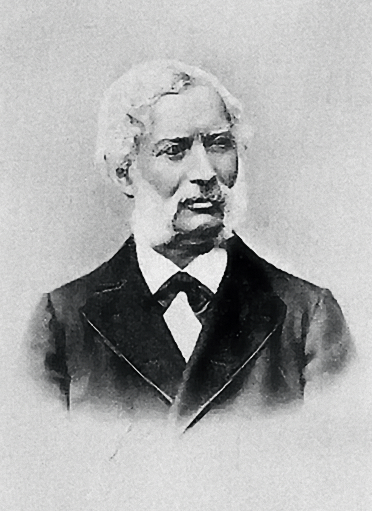
Joseph Bondi

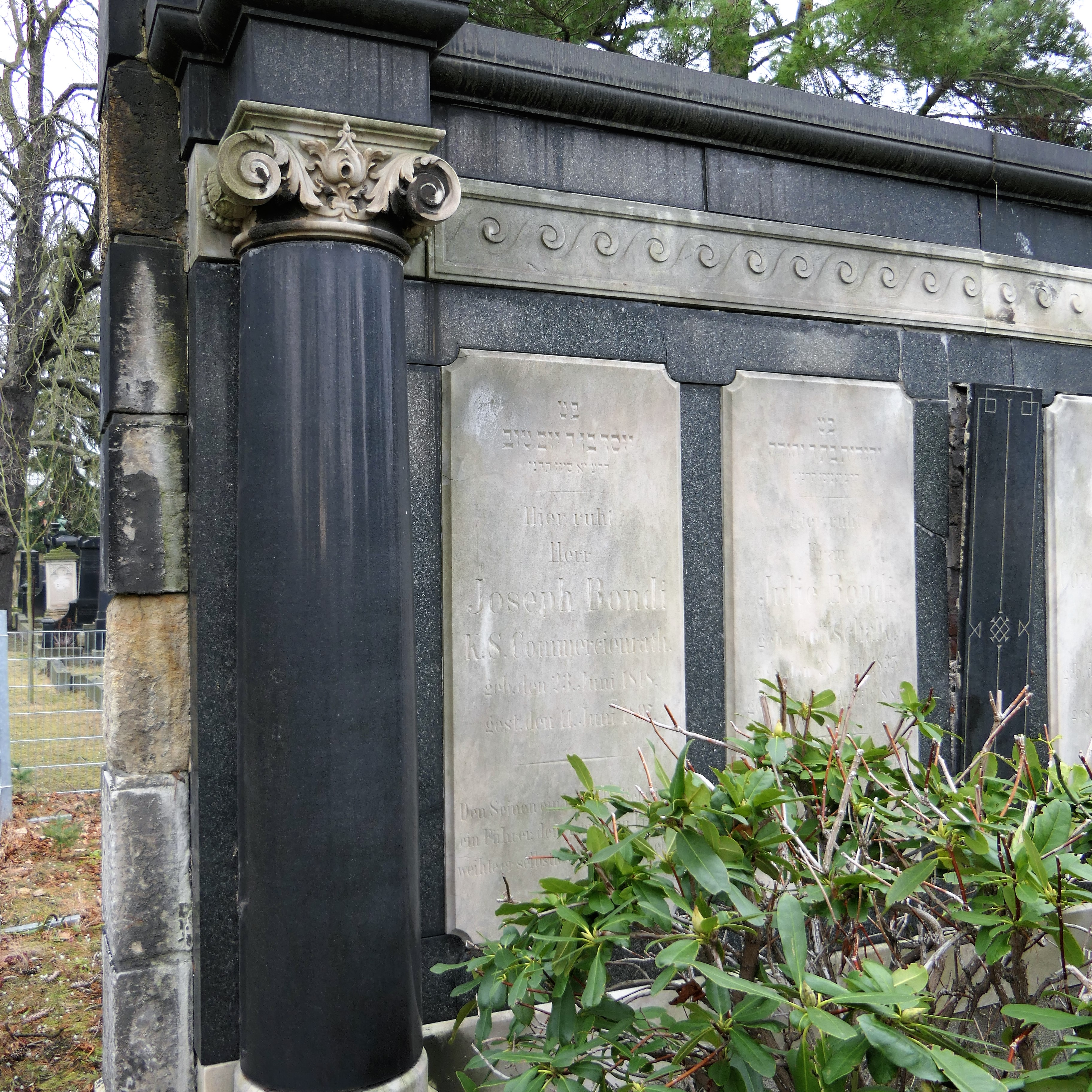
Grab von Joseph Bondi auf dem Neuen Jüdischen Friedhof in Dresden

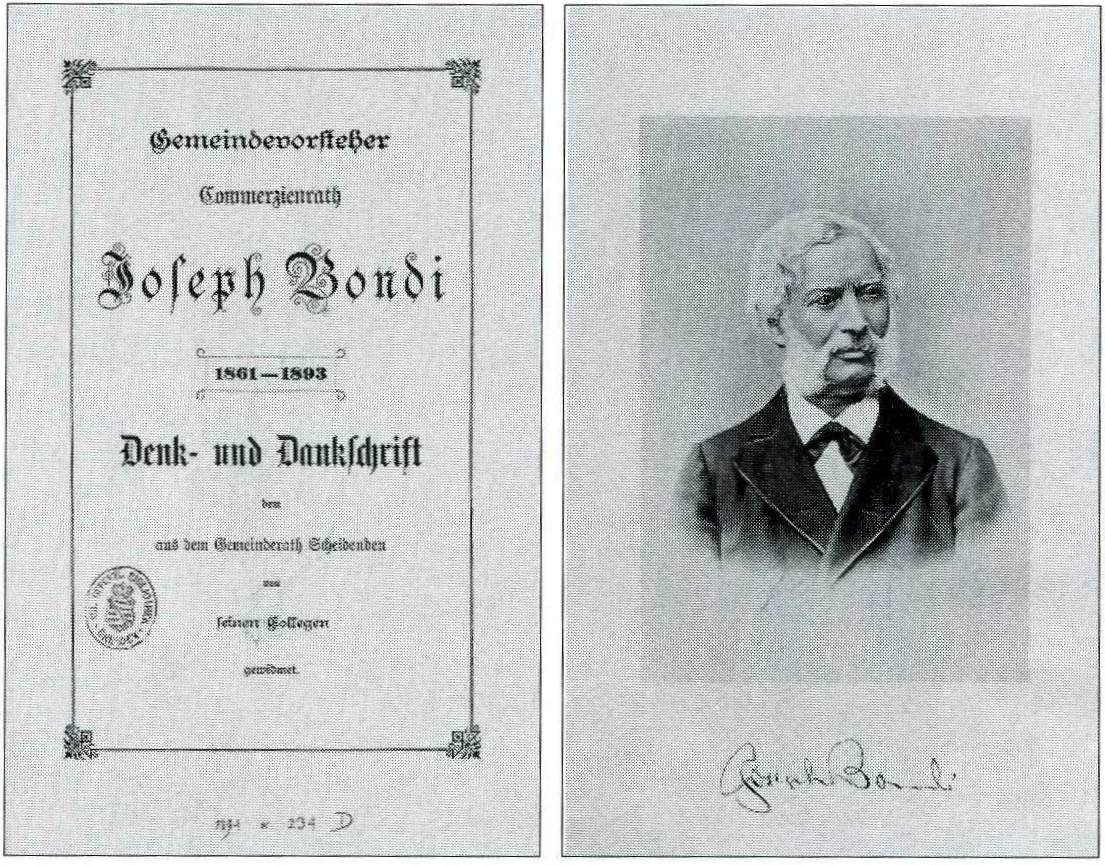
Denk- und Dankschrift für Gemeindevorsteher Joseph Bondi, 1893

Joseph Bondi (geboren 23. Juni 1818 in Dresden; gestorben 11. Juni 1897 ebenda) war ein deutscher Jurist, Bankier, Gemeindevorsteher und Königlich Sächsischer Kommerzienrat.

## Leben und Wirken
Bondis Familie siedelte sich nach der Flucht aus Prag 1746 in Dresden an, wo sie bald zu den einflussreichsten Familien der dortigen jüdischen Gemeinde gehörte. Simon Isaac Bondi (1711–1773) gründete 1755 das Bankhaus Bondi in Dresden, was zunächst im Wechselgeschäft tätig war. Die Mitglieder der Familie Bondi übten viele ehrenamtliche Gemeindefunktionen aus und setzten sich unter anderem mit Stiftungen und Schenkungen für das Allgemeinwohl ein. Sie finanzierten unter anderem 1751 den Erwerb des Alten jüdischen Friedhofes und fast 100 Jahre später dann den Bau der Alten Dresdner Synagoge.
Joseph Bondi wurde 1818 als eines von vier Kindern von Fanny Vögle und Jomtow Bondi in Dresden geboren und besuchte als einer der ersten jüdischen Schüler die Kreuzschule. Anschließend studierte er ab 1839 in Leipzig Rechtswissenschaften. Aufgrund eines Augenleidens, das zur vollständigen Erblindung eines Auges führte, musste er bereits 1841 sein Studium abbrechen. Er absolvierte im Bankhaus von Wilhelm Schie (1805–1861) von 1845 bis 1853 eine Lehre.
Bondi erhielt 1853 das Dresdner Bürgerrecht und gründete im selben Jahr eine eigene Bank, die später an das Bankhaus Bondi angegliedert wurde und unter Mithaberschaft von Ignatz Maron (1842–1922) unter dem Namen Bankhaus Bondi & Maron bis 1936 existierte und 1937 durch die Deutsche Bank „arisiert“ wurde. Des Weiteren war er im Börsenvorstand tätig und leitete dessen Schiedsgericht. Er wurde 1838 von den Ältestenamtsverwesern zu einem der acht Comissare ernannt. Nach dem Tod von Bernhard Beer wurde er im Jahr 1861 zum Gemeindevorsteher gewählt und legte dieses Amt nach zahlreichen Wiederwahlen erst 1893 nieder.
Bondi begründete den Verein obdachloser Frauen mit und vertrat die Alliance Israelite Universelle. Im Jahr 1886 gründete er die Sidonie-Stiftung, die Stipendien finanzierte. Er wurde 1891 zum Königlich Sächsischen Kommerzienrat ernannt. Er verstarb mit 76 Jahren in Dresden an einer Lungenentzündung und wurde auf dem Neuen Jüdischen Friedhof in Dresden-Johannstadt beigesetzt.
Bondi war zweimal verheiratet. Aus seiner 1846 geschlossenen Ehe mit Auguste Schie, Tochter des Bankiers Wilhelm Schie, stammten zwei frühverstorbene Söhne und die Tochter Sidonie Bondi. Aus seiner 1859 geschlossenen Ehe mit Julie Gottschalk stammten zwei Töchter und zwei Söhne, darunter Felix Bondi (1860–1934), der als Rechtsanwalt aktiv wurde.

## Würdigung
Nach Joseph Bondi benannt ist das Joseph Bondi-Haus im Tharandter Wald bei Sachsenhof. Das zum Ende des 19. Jahrhunderts durch das Gemeinnützige Gestift zu Dresden errichtete Kinderheim wurde während der Zeit des Nationalsozialismus in Kinderheim der Stadt Freital umbenannt. Bis zur Wende war im Joseph Bondi-Haus die Gewerkschaftsschule „Hermann Duncker“ Dresden-Klingenberg des FDGB untergebracht, von 2006 bis 2009 wurde das heute leerstehende Gebäude als Asylbewerberheim genutzt.